# Kenshi
Kenshi Takahashi (gọi tắt là Kenshi) là một nhân vật hư cấu trong sê-ri game bạo lực Mortal Kombat của Midway Games. Anh là một kiếm sĩ người lai Âu - Á, sở hữu khả năng psychokinetic và có mối thù hận với Shang Tsung. Ra mắt trong Mortal Kombat: Deadly Alliance năm 2002, Kenshi là một trong những nhân vật trung tâm của game. Anh từng giải thoát cho Ermac trong binh đoàn của ác tướng Shao Kahn, sau đó tham gia vào lực lượng quân đội của Jax và Sonya Blade. Kenshi cũng đóng vai trò hạ gục Mavado và bè cánh Red Dragon của hắn, đồng thời liên kết chiến đấu với Sub-Zero và Johnny Cage.